# Signoria
La signoria (ou signoria cittadina) désigne l'évolution institutionnelle de beaucoup de communes de l'Italie du Nord à partir de la fin du XIIIe siècle.

## Les raisons de leurs constitutions
Dans l'histoire italienne, la naissance de la signoria correspond à l'épuisement du système de gouvernement de la commune médiévale et à la montée de l'État dynastique. Dans ce contexte, le mot signoria (ici à comprendre comme « le pouvoir divin ») est utilisé en opposition à l'institution de la commune ou la ville-république.
La principale raison est économique : la Commune multipliait les conseils et les corps intermédiaires élus, ce qui ralentissait, aux yeux des familles les plus commerçantes et donc les plus riches, les prises de décisions rapides, entre autres en cas de conflits internes et externes.
La signoria est généralement constituée d'un nombre limité de représentants élus. Elle possède trois atouts pour diriger : un pouvoir exécutif en la personne d'un podestat (le chef d'État), un commandant des armées et un gonfalonnier de justice. Son pouvoir repose sur les corps de métiers actifs de la cité qui lui délèguent par votation le droit à les diriger. La signoria se développe par l'attribution de charges proposées à des candidats issus des familles dominantes et par des pouvoirs exceptionnels d'une durée limitée, du moins dans l'idéal républicain qui fonde ces cités.
Les familles devenant de plus en plus riches, au fil des années, obtiennent le droit de désigner leur propre successeur, donnant ainsi naissance à des dynasties de type aristocratique grâce à la légitimation de l'empereur, du Pape, ou des deux, lesquels peuvent concéder un titre de noblesse pour fait d'arme ou en récompense d'actions politiques majeures. Dans ce cas, les institutions communales restent en place et souvent se limitent à ratifier les décisions du podestat devenu prince. L'exemple qui illustre cette translation, c'est le devenir des Médicis : au départ, de simples marchands ou gros cultivateurs qui font fortune en république de Florence, et qui réussissent à se hisser, au stade grand-ducal, mettant fin à la démocratie.
En temps de crise (guerre avec l'Empire ou les armées du Pape, avec le royaume de France, épidémie de peste, calamités climatiques, etc.), ces cités républicaines offrent un pouvoir temporaire quasi absolu à des personnes perçues comme assez fortes pour sauver l'État. Par exemple, la république de Pise offrit la signoria à Charles VIII de France, dans l'espoir qu'il protège son indépendance de sa rivale, la république de Florence. De même, la république de Sienne offrit la signoria à César Borgia.

## Histoire
Au début, les signorie se présentent comme des « seigneuries cachées », celles-ci ne sont pas des institutions légitimes dont le peuple connait les aspects, c'est en cela qu'elles sont cachées. Elles sont aussi appelées ainsi parce qu'elles se joignent aux institutions municipales sans se montrer ouvertement et sans montrer des changements dans les institutions en vigueur. Avec cette signoria encore dans l'ombre mais déjà forte, beaucoup d'aventuriers accèdent au pouvoir, mais surtout des familles de vieilles noblesses féodales. Celles-ci, après avoir gouverné pendant une ou deux générations, décident de légitimer leur pouvoir et de le rendre héréditaire. Au XIVe siècle, elles obtiennent le titre de vicaire impérial et entre le XIVe siècle et le XVe siècle les titres de duc et marquis. L'attribution de ces titres est le signe de la stabilisation des pouvoirs seigneuriaux. En ces temps, dans l'Italie septentrionale, les empereurs allemands prétendent à la souveraineté féodale. Dans la seconde moitié du XIVe siècle, ceux-ci réussissent à gouverner les régions septentrionales ce qui rend possible l'affirmation des signorie.
À la fin, les signorie se développent en principauté avec des dynasties héréditaires ce qui se produit quand les seigneurs, reconnaissant l'empereur et payant un certain montant, sont légitimés et reconnus comme princes avec autorité sur leurs sujets. Ce changement devient possible grâce à l'incapacité des souverains allemands à maintenir l'ordre en Italie du nord et grâce au peu de difficulté que les seigneurs rencontrent pour être reconnus comme autorité légitime.

## Type designoria
La composition et les fonctions spécifiques de la signoria varient de ville en ville. Dans certains États (comme Vérone avec les Della Scala ou à Florence à l'époque de Cosme de Médicis et Laurent le Magnifique), la vie politique est ce que nous pourrions appeler aujourd'hui un État à parti unique où le parti dominant, composé d'une famille ou d'une dynastie, a investi l'État.
À Florence, cet arrangement n'est pas officiel et il sera constitutionnellement officialisé avant que les Médicis soient expulsés de la ville en 1494.
Dans d'autres États (comme Milan avec les Visconti), les droits dynastiques de la signoria sont formellement reconnus comme une partie de la constitution communale et sont « ratifiés » par le peuple et reconnus par le pape ou le Saint Empire romain germanique.

## Signorieen Italie
Parmi les signorie les plus importantes, on peut signaler: 
- En territoire impérial :

| Ville    | Signoria                      |
| -------- | ----------------------------- |
| Milan    | Della Torre, Visconti, Sforza |
| Mantoue  | Bonacossi, Gonzague           |
| Vérone   | Ezzelini, Della Scala         |
| Padoue   | Ezzelini, De Carrare          |
| Trévise  | Ezzelini, Da Camino           |
| Florence | Médicis                       |
| Sienne   | Petrucci                      |
| Volterra | Belforti                      |

- Dans les territoires pontificaux, on peut signaler :

| Ville             | Signoria                     |
| ----------------- | ---------------------------- |
| Ferrare           | Este                         |
| Ravenne           | Da Polenta                   |
| Bologne           | Bentivoglio                  |
| Rimini            | Malatesta                    |
| Cesena            | Malatesta                    |
| Forlì             | Ordelaffi                    |
| Faenza            | Manfredi                     |
| Imola             | Alidosi                      |
| Fano              | Malatesta                    |
| Camerino          | Varano                       |
| Urbino            | De Montefeltro, Della Rovere |
| Foligno           | Trinci                       |
| Gubbio            | Gabrielli                    |
| Pérouse           | Baglioni                     |
| Città di Castello | Vitelli                      |

- À Venise depuis 1423 on nommait le gouvernement ducal la Serenissima Signoria.

## Sources de traduction
- (it) Cet article est partiellement ou en totalité issu de l’article de Wikipédia en italien intitulé « Signoria cittadina » (voir la liste des auteurs).

- (en) Cet article est partiellement ou en totalité issu de l’article de Wikipédia en anglais intitulé « Signoria » (voir la liste des auteurs).